# Alga Lake
Der Alga Lake (englisch für Algensee) ist ein kleiner, ovaler See an der ostantarktischen Georg-V.-Küste. Er liegt östlich des Round Lake sowie des Long Lake, westlich des Beryl Hill und rund 360 m ostsüdöstlich der größten der Mawson’s Huts am Kap Denison. 
Der australische Polarforscher Douglas Mawson benannte ihn im Zuge der Australasiatischen Antarktisexpedition (1911–1914). Die offizielle Anerkennung dieser Benennung erfolgte erst am 7. März 1991 durch das Antarctic Names Committee of Australia.